# محمدو تراوري (لاعب كرة قدم مالي)
محمدو تراوري (بالفرنسية: Mahamadou Traoré)‏ هو لاعب كرة قدم مالي في مركز الدفاع، ولد في 31 ديسمبر 1994 في مالي يلعب في نادي العمران السعودي. لعب مع نادي دجوليبا.